# Lublin R.XIII
Lublin R.XIII (рус. Люблин Р.13) — польский самолёт-разведчик времён Второй мировой войны.

## Создание самолёта
В 1926 году ВВС Польши посчитали, что им требуется самолёт для поддержки пехоты. Через год Министерства обороны объявило конкурс на создание такого самолета. Мощность двигателя планировалась на уровне 220 л. с., максимальная скорость полёта — 170 км/ч, из вооружения — пулемёт для лётчика-наблюдателя. Также одним из требований был короткий пробег при взлёте и посадке и наличие складных крыльев для облегчения транспортировки самолёта по узким для полного размаха крыльев лесным и грунтовым дорогам.
В объявленном конкурсе приняли участие две компании: PWS и Plage I Laskiewich. Первые попытки создать самолёт под заданные требования не удались: проект PWS-5 одноимённой фирмы заказчику не понравились. А альтернативный проект — самолёты класса R-X — R-XIV Минобороны вполне устроил. Первый самолёт Lublin R.XIII совершил полёт 1 февраля 1929. Военные в июне 1931 года разместили дополнительный заказ ещё на 50 машин.

## Начало производства

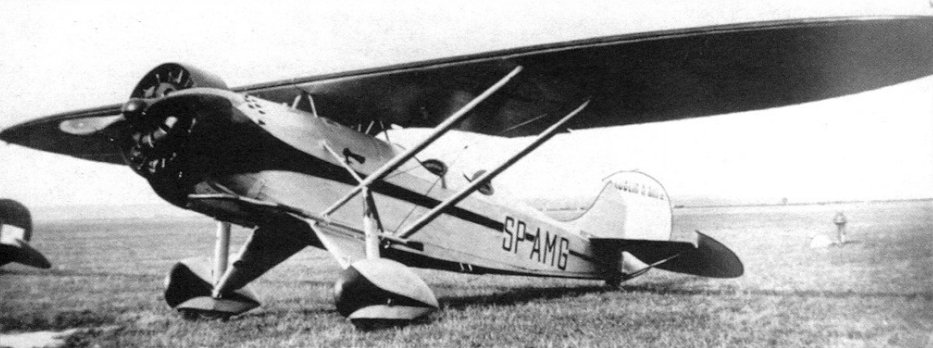
«Гражданская» версия Lublin R.XIII Lacznikowy

Производство самолёта было налажено на заводе Plage i Laśkiewicz в Люблине. Первые пять созданных машин получили обозначение R.XIIIА. Они отличались от, собственно, прототипов разными конструкциями. Весной 1932 года официально был зарегистрирован базовый образец: самолет с номером 54-15, являющийся гидросамолётом (имел поплавки). Летом 1932 года началось серийное производство самолётов, 50 машин, заказанных ранее военными, стали обозначаться R-.IIIB. В 1933 году четыре самолета такого типа были переданы аэроклубам. В апреле двумя самолётами был осуществлен перелёт по маршруту: Варшава — Львов —
Черновцы — Яссы — Бухарест — София — Белград — Загреб — Вена — Братислава — Прага — Брно — Варшава.

## Более детальная классификация

### Морская авиация

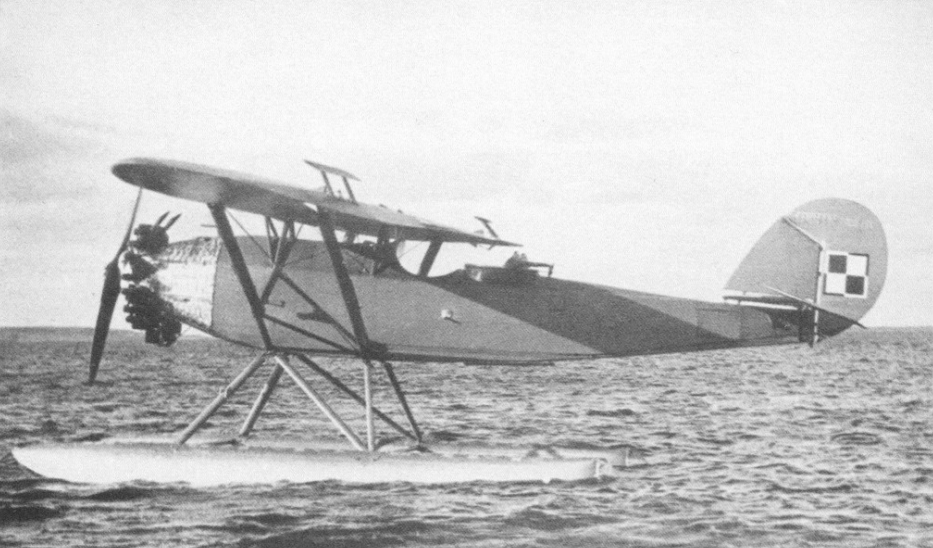
Прототип Lublin R.XIII bis/hydro

Самолёты производились с разными модификациями для разных применений. 9 января 1932 года был размещен заказ на 3 машины класса R.XIIIbis/hidro. Эти три самолёта должны были входить в морскую авиационную группу, и у данных машин были установлены деревянные поплавки. Самолеты были построены уже в 1932 году, в конце года их передали заказчику. Была предусмотрена возможность устанавливать как поплавки, так и обычное шасси, что позволяло их применять не только как морские, но и как обычные бомбардировщики.
Другая модификация — самолёты модификации R.XIII ter/hidro. Их заказчиком выступила речная эскадра Пинской флотилии 5 мая 1933 года. Машины поступили к ней на вооружение в 1934 году. По своим параметрам они были ненамного лучше старых образцов: кроме поплавков и колёс могли ещё нести лыжи. В 1937 году с связи расформированием эскадры самолёты были разобраны.
26 мая 1934 года морское ведомство заказало третий вариант: самолёты класса G с металлическими поплавками. Одна из этих машин была переделана в самолёт для полётов с одним пассажиром и получила название R.XIIIDr Для планируемого перелёта в Австралию на этот самолёт было установлено навигационное оборудование. Дальность полета этой модификации составляла 2500 км, но он так и не совершил планируемый перелёт: 10 мая 1933 года во время очередного испытательного полета самолет разбился.

### Варианты с A-F
19 сентября 1932 года производитель получил заказ на новые версии самолётов: 120 R.XIII, в том числе 50 R.XIIIС (модификация с кольцом Тауненда). 5 февраля 1934 года заказ был увеличен до 170 самолётов, часть из которых представляла из себя новые варианты самолёта. В том числе среди них были и 48 машин R.XIIID. Эти машины были длиннее, а также на них ставились заслонки двигателя с регулировкой жалюзи. Впервые самолёт был опробован 28 мая 1932, а в августе были испытаны ещё два экземпляра. Также присутствовали 2 прототипа R.XIIIЕ и R.XIIIF с двигателями мощностью 300 лошадиных сил, 95 самолётов R.XIIID и 25 самолётов R.XIIIЕ с двигателями G-1620.

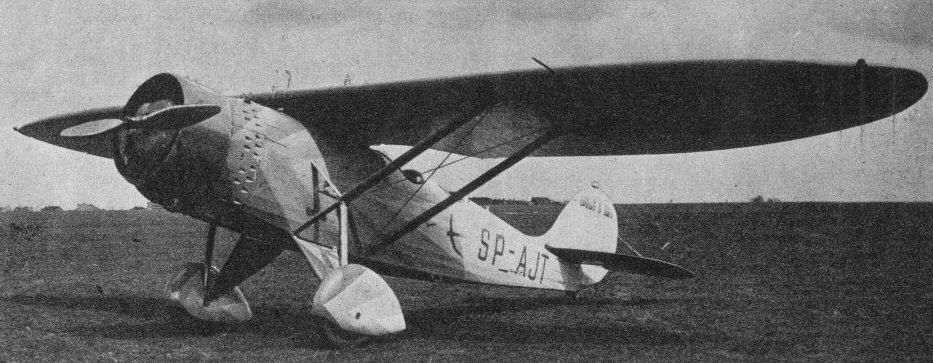
«Рекордный» Lublin R.XIIIDR

## Общий вывод
В общем, для начала 30-х годов Lublin R.XIII оказался удачным самолетом-разведчиком, имея большую дальность полета и высокие взлётно-посадочные характеристики. Самолёт мог взлетать и садиться на очень короткие полосы (68 м для R-XIIIA), что позволяло использовать для этого поля и луга. Тем не менее, лишь немногие R-XIII были оборудованы радио и фотоаппаратом, что сильно снижало полезность самолёта.
С 1933 по 1939 годы было произведено 288 самолетов класса R.XIII и R.XIV, из которых 20 самолётов R.XIII и 15 машин R.XIV предназначались для морской авиации. С 1936 года R.XIII планировалось заменить на RWD-14, однако процесс производства этих новых самолетов задержался и фактически не начинался вплоть до начала Второй мировой войны.

## Боевое применение

### Части
В 1932—1936 годах были созданы 33 звена взаимодействия с армией, в каждом было по 3 самолёта. Осенью 1937 года их перераспределили по эскадрам взаимодействия с армией (eskadra towarzysząca), в каждую из которых вошло по 2 звена (6 машин). В 1939 году эскадры переименовали в разведывательные эскадры (eskadra obserwacyjna).
Самолёт R-XIII долгое время являлся основным самолётом-разведчиком Польши. Только в 1939 году часть этих самолётов заменили на RWD-14 Czapla, которые были не намного современней. Запланированная замена на современные LWS-3 Mewa так и не состоялась в связи с началом войны.
К началу войны на вооружении у Польши было 150 таких самолётов, из которых 50 машин R.XIIID и R.XIIIC находились в бомбардировочных частях, 30 машин в учебных частях, 30 машин в резервных частях и около 40 машин на ремонте. Самолёты входили в 7 разведывательных эскадр: 16-ю, 26-ю, 36-ю, 43-ю, 46-ю, 56-ю и 66-ю.
Самолеты R.XIII предназначались для взаимодействия с пехотой и артиллерией, а также могли применяться для разведки и связи. Однако всего шесть самолетов были оборудованы радиостанцией.

### Во второй мировой войне
На момент вторжения в Польшу, Lublin R-XIII был основным самолётом взаимодействия с армией. В сентябре 1939 года на R.XIIIG морские летчики смогли выполнить только два боевых вылета, пока 8-го числа они не были уничтожены. К концу войны у поляков осталось 24 боеспособных самолёта, 19 из которых были уничтожены для того, чтобы предотвратить захват их немцами.
Всего же из 55 боевых машин в ходе боёв было потеряно 50 самолётов (причём 7 машин были сбиты дружественным огнём), а оставшиеся 5 улетели в Румынию. Из учебных эскадр в Румынии оказались 17 машин класса R.XIII, которые состояли на вооружении в 1940—1944 годы. Также по одному самолёту удалось захватить СССР («советская» машина приземлилась близ Ямполя), Венгрии и Словакии.

## Модификации
Источник данных: Władysław Bączkowski «Samolot towarzyszący Lublin R-XIII»
|                        | Модификации самолёта Lublin R.XIII |     | |
| Модификация            | Описание | Ед. | Номера самолётов |
| R.XIII                 | Прототип, произведён из Lublin R.XIV | 1   | 56.1 |
| R.XIIIA                | Первая серия. Только первые два самолёта из серии имели вооружение в виде пулемёта «Lewis», установленного на турели. На остальных машинах было сдвоенное управление и они использовались как учебные. | 30  | 56.2-56.31 |
| R.XIIIB                | Модифицирована конструкция пулеметной турели и установлены подфюзеляжные держатели для бомб общим весом до 160 килограмм. Производились с 7 июня 1932 года по 11 марта 1933 года. | 20  | 56.32-56.51 |
| R.XIIIC                | Установлено обновлённое оборудование | 48  | 56.52-56.99 |
| R.XIIID                | На двигатель установлено кольцо Тауненда, заслонки с регулируемыми жалюзи, новая турель и полотно, натянутое на стойки шасси. Помимо самолётов, произведённых изначально в этой серии, до этой версии были модернизированы часть ранее выпущенных машин. | 95  | 56.102-56.196 |
| R.XIIIE                | Прототип новой серии, так и пошедшей в производство. На самолёт устанавливался двигатель Gnome-Rhone 7K Titan, установлены обтекатели на колёса шасси и увеличено вертикальное оперение. | 1   | 56.100 |
| R.XIIIF                | Версия с увеличенным фюзеляжем. На самолёты этой серии устанавливалось двигатели Skoda G-1620A Mors-I № 56.101, 58.01-58.25. На остальные (№ 58.26-58.57) — Wright Whirlwind J-5. Машины серии «F» использовались только в учебных подразделениях. | 58  | 56.101, 58.01-58.57 |
| R.XIII bis/hydro       | Поплавковый гидросамолёт на базе Lublin R.XIV. | 4   | 700-703 |
| R.XIII ter/hydro       | Поплавковый гидросамолёт на базе модификации серии «D». | 10  | 704-713 |
| R.XIIIG                | Дальнейшее развитие амфибии, с новой турелью и винтом «Standard Steel». | 6   | 714-720 |
| R.XIIIDR он же R.XXIII | Буквы «DR» — это сокращение от «Daleky rajd» («Дальний перелёт»). Самолёт серии «B», подготовленный к сверхдальнему перелёту по маршруту Польша → Турция → Ирак → Пакистан → Индия → Таиланд → Австралия. На машину был установлен топливный бак, позволявший совершать беспосадочные полёты дальностью до 2500 километров. При модернизации самолёт сделали одноместным и оснастили самым совершенным на то время навигационным оборудованием. Но перелёт не состоялся так как в мае 1933 года во время одного из тренировочных полётов рекордная машина потерпела аварию и больше не восстанавливалась. | 1   | 56.51 |
| R.XIII Lacznikowy      | Гражданская версия самолёта, переделанная из серийных машин разных серий. | 8   | 56.12 (SP-AFD), 56.13 (SP-AND), 56.20 (SP-ANF), 56.48 (SP-AKK), 56.51 (SP-AJT), 56.127 (SP-AMG), 56.145 (SP-ANE), 56.148 (SP-ANG) |
| R.XIIIt                | Учебная машина для «слепого» полёта по приборам с дополнительным топливным баком, переделанная из серийных машин разных серий. | 12  | 56.10, 56.22, 56.34-56.35, 56.37, 56.41, 56.46-56.47, 56.56-56.59                                                                 |
| R-XIV                  | Военная учебная машина. |     | |
| R.XIX                  | На этом самолёте в 1932 году проводились испытания V-образного хвостового оперения. Это оперение, названное «бабочкой», состояло из двух наклонных поверхностей, выполняющих функции и горизонтального, и вертикального оперения. Синхронное отклонение управляющих поверхностей в данной конструкции выполняло роль руля высоты и служило для управления по тангажу. Асинхронное отклонение, соответственно, заменяло действие руля направления и управляло рысканием. | 1   | 56.1 |

## Лётно-технические характеристики
Источник данных: Władysław Bączkowski «Samolot towarzyszący Lublin R-XIII»
|                                 | Модификации самолёта Lublin R.XIII |                      |                      |                      |                      |                      |                      |                      |                |                      |
|                                 | R.XIII (прототип)                  | R.XIII A/B           | R.XIII C             | R.XIII D             | R.XIII bis/hydro     | R.XIII ter/hydro     | R.XIII G             | R.XIII Dr            | R.XIII E       | R.XIII F             |
| Экипаж, чел.                    | 2                                  | 2                    | 2                    | 2                    | 2                    | 2                    | 2                    | 2                    | 2              | 2                    |
| Длина, м                        | 8,20                               | 8,20                 | 8,20                 | 8,46                 | 9,13                 | 9,13                 | 9,13                 | 8,46                 | 8,46           | 8,46                 |
| Высота, м                       | 2,76                               | 2,76                 | 2,76                 | 2,76                 | 3,08                 | 3,08                 | 3,08                 | 2,76                 | 2,76           | 2,76                 |
| Размах крыла, м                 | 13,25                              | 13,25                | 13,25                | 13,25                | 13,25                | 13,25                | 13,25                | 13,25                | 13,25          | 13,25                |
| Площадь крыла, м2               | 24,5                               | 24,5                 | 24,5                 | 24,5                 | 24,5                 | 24,5                 | 24,5                 | 24,5                 | 24,5           | 24,5                 |
| Масса пустого, кг               | 870                                | 890                  | 910                  | 956                  | 998                  | 1031                 | 1094                 | 1060                 | 1080           | 1033                 |
| Максимальная взлётная масса, кг | 1300                               | 1290                 | 1304                 | 1330                 | 1400                 | 1425                 | 1425                 | 2100                 | 1510           | 1545                 |
| Нагрузка на крыло, кг/м2        | 53,2                               | 53,2                 | 53,5                 | 54,3                 | 57,1                 | 58,2                 | 58,2                 | 86,0                 | 62,2           | 63,0                 |
| Марка двигателя                 | Wright Whirlwind J-5               | Wright Whirlwind J-5 | Wright Whirlwind J-5 | Wright Whirlwind J-5 | Wright Whirlwind J-5 | Wright Whirlwind J-5 | Wright Whirlwind J-5 | Wright Whirlwind J-5 | Gnome-Rhône 7K | Skoda G-1620A Mors-I |
| Мощность, л. с.                 | 220                                | 220                  | 220                  | 220                  | 220                  | 220                  | 220                  | 220                  | 360            | 340                  |
| Максимальная скорость, км/ч     | 185                                | 177                  | 180                  | 185                  | 170                  | 175                  | 175                  | 195                  | 217            | 197                  |
| Крейсерская скорость, км/ч      | 165                                | 155                  | 160                  | 165                  | 150                  | 155                  | 155                  | 170                  | 190            | 180                  |
| Минимальная скорость, км/ч      |                                    |                      |                      | 90                   | 76                   | 78                   |                      | 120                  |                |                      |
| Скороподъёмность, м/с           | 4,3                                | 3,5                  | 3,5                  | 4,2                  | 3,3                  | 3,2                  | 3,2                  | 1,6                  |                |                      |
| Практический потолок, м         | 4120                               | 4100                 | 4100                 | 4450                 | 3900                 | 3800                 | 3800                 | 3400                 |                |                      |
| Дальность полёта, км            | 600                                | 600                  | 600                  | 600                  | 450                  | 450                  | 450                  |                      |                |                      |